# GRAPEVINE LIVE 2001 NAKED FILM
『GRAPEVINE LIVE 2001 NAKED FILM』（グレイプバイン ライブ - ネイキッド フィルム）は、GRAPEVINEのライブビデオ。2002年6月19日にポニーキャニオンより発売。

## 概要
- GRAPEVINE初となるライブビデオ。2001年に行われたツアー『Whitewood』より、2001年12月6日にZepp Tokyoで行われた東京公演から17曲が収録されている。今回のツアーのライブアルバムである『GRAPEVINE LIVE 2001 NAKED SONGS』の初回限定盤には同日の公演から5曲のライブ映像が収録されていたが、今作には未収録となっている。
- 今作のツアーはバンドのベースである西原誠が長期休養中だったため、ライブではサポートメンバーとして金戸覚（ベース）と高野勲（キーボード）が参加した。

## 収録曲
1. I found the girl
2. きみが嫌い
3. discord
4. ふれていたい
5. lamb
6. 風待ち
7. フィギュア
8. 坂の途中
9. 壁の星
10. 波音
11. 白日
12. So.
13. HEAD
14. (All the young)Yellow
15. アルカイック
16. Staff Credit-Buster Bluster-
スタッフクレジットとして収録。
17. WHERE WERE YOU,WHEN I NEEDED YOU
アル・クーパーの楽曲のカバー。
18. スロウ